# Sokorópátka, Győr-Moson-Sopron
Sokorópátka  este un sat în districtul Győr, județul Győr-Moson-Sopron, Ungaria, având o populație de 1.090 de locuitori (2011). 

## Demografie
Componența etnică a satului Sokorópátka
     Maghiari (99,07%)
     Alții (0,93%)
Componența confesională a satului Sokorópátka
     Romano-catolici (72,66%)
     Fără religie (4,31%)
     Luterani (3,12%)
     Necunoscută (19,17%)
     Reformați (0,73%)
     Alte religii (0,64%)
Conform recensământului din 2011, satul Sokorópátka avea 1.090 de locuitori. Din punct de vedere etnic, majoritatea locuitorilor (99,07%) erau maghiari.  Din punct de vedere confesional, majoritatea locuitorilor (72,66%) erau romano-catolici, existând și minorități de persoane fără religie (4,31%) și luterani (3,12%). Pentru 19,17% din locuitori nu este cunoscută apartenența confesională.